# Coccophagus samarae
Coccophagus samarae är en stekelart som beskrevs av Hayat 1998. Coccophagus samarae ingår i släktet Coccophagus och familjen växtlussteklar. Inga underarter finns listade i Catalogue of Life.